# Bombus senex
Bombus senex är en biart som beskrevs av Vollenhoven 1873. Den ingår i släktet humlor och familjen långtungebin. Inga underarter finns listade.

## Beskrivning
En stor, långtungad humla, drottningen kan bli åtminstone 24 mm lång. Drottning och större arbetare har mellankroppens ryggsida till största delen beklädd med vit till gulvit behåring, även om det förekommer att mindre arbetare även kan ha en svart mellankropp med ett centralt, ljust område. Bakkroppen kan variera: De första fyra tergiterna, ibland fler, kan både vara vitaktiga till blekgula, brunaktiga, eller, speciellt hos mindre arbetare, svarta.
Hanen har lång, svart päls på främre delen av huvudet, men bruna hår på labrum och mandiblerna. Mellankroppen har svart behåring med ett ljust fält i mitten. På bakkroppen har de sex första tergiterna lång, svart päls, på tergit 5 och 6 dock med stigande inblandning av brunaktiga hår. Tergit 7 är helt gulbrun. Undersidan är övervägande mörk. Vingarna har orangebruna fläckar och mörkbruna ribbor.

## Ekologi
Bombus senex är en bergsart, som kan gå upp till över 2 300 m. Arten är främst aktiv i torrt, varmt väder.

## Utbredning
Arten förekommer på och kring Sumatra.